# Episodi di Per favore non mangiate le margherite (seconda stagione)
La seconda stagione della serie televisiva Per favore non mangiate le margherite (Please Don't Eat the Daisies)) è andata in onda negli Stati Uniti dal 17 settembre 1966 al 22 aprile 1967 sulla NBC.
| nº | Titolo originale                                          | Prima TV USA      | Titolo italiano | Prima TV Italia |
| -- | --------------------------------------------------------- | ----------------- | --------------- | --------------- |
| 1  | The Purple Avenger                                        | 17 settembre 1966 |                 |                 |
| 2  | My Mother's Name Is Fred                                  | 24 settembre 1966 |                 |                 |
| 3  | A-Hunting We Will Go                                      | 1º ottobre 1966   |                 |                 |
| 4  | At Home with the Family                                   | 8 ottobre 1966    |                 |                 |
| 5  | The Holdouts                                              | 15 ottobre 1966   |                 |                 |
| 6  | Trouble Right Here in Ridgemont City                      | 22 ottobre 1966   |                 |                 |
| 7  | Black Is the Color of My Love's Eye                       | 29 ottobre 1966   |                 |                 |
| 8  | My Son, the Genius                                        | 5 novembre 1966   |                 |                 |
| 9  | The End of the Trailer                                    | 12 novembre 1966  |                 |                 |
| 10 | My Son, the Actor                                         | 19 novembre 1966  |                 |                 |
| 11 | Of Haunted Houses, Little Boys, and a Ghost Named Malcolm | 26 novembre 1966  |                 |                 |
| 12 | And What Does Your Husband Do?                            | 3 dicembre 1966   |                 |                 |
| 13 | Just for Laughs                                           | 10 dicembre 1966  |                 |                 |
| 14 | The Guardian                                              | 24 dicembre 1966  |                 |                 |
| 15 | Peace, It's Wonderful                                     | 7 gennaio 1967    |                 |                 |
| 16 | The Silent Butler Spoke                                   | 14 gennaio 1967   |                 |                 |
| 17 | The Cupid Machine                                         | 21 gennaio 1967   |                 |                 |
| 18 | The Thing's the Play                                      | 28 gennaio 1967   |                 |                 |
| 19 | The Officer of the Court                                  | 4 febbraio 1967   |                 |                 |
| 20 | None So Righteous                                         | 11 febbraio 1967  |                 |                 |
| 21 | Remember Lake Serene?                                     | 18 febbraio 1967  |                 |                 |
| 22 | Pest in the House                                         | 25 febbraio 1967  |                 |                 |
| 23 | Help Wanted, Desperately                                  | 4 marzo 1967      |                 |                 |
| 24 | Just While You're Resting                                 | 11 marzo 1967     |                 |                 |
| 25 | When I Was a Young Man                                    | 25 marzo 1967     |                 |                 |
| 26 | Professor, Please!                                        | 1º aprile 1967    |                 |                 |
| 27 | A Matter of Concentration                                 | 8 aprile 1967     |                 |                 |
| 28 | The Day the Play Got Away                                 | 22 aprile 1967    |                 |                 |

## The Purple Avenger
- Prima televisiva: 17 settembre 1966

### Trama
- Guest star: Dom DeLuise (Arnold), Clint Howard (Davey), Vince Howard (fotografo)

## My Mother's Name Is Fred
- Prima televisiva: 24 settembre 1966

### Trama
- Guest star: Don Penny (Sam), Dorothy Neumann (Miss Keegan), George Ives (Mickey), Louis Quinn (Sutton)

## A-Hunting We Will Go
- Prima televisiva: 1º ottobre 1966

### Trama
- Guest star: David Brian (Roland Cunningham)

## At Home with the Family
- Prima televisiva: 8 ottobre 1966

### Trama
- Guest star: Norbert Schiller (Prof. Weisbardt), Peter Helm (Sheldon Carp), Hans Conried (Paul), Maya Van Horn (Mrs. Weisbardt)

## The Holdouts
- Prima televisiva: 15 ottobre 1966

### Trama
- Guest star: Sheldon Collins (Larry)

## Trouble Right Here in Ridgemont City
- Prima televisiva: 22 ottobre 1966

### Trama
- Guest star: Shirley Mitchell (Marge Thornton)

## Black Is the Color of My Love's Eye
- Prima televisiva: 29 ottobre 1966

### Trama
- Guest star: Cindy Eilbacher (Sam), June Dayton (Alice Cromwell), Arch Johnson (John Cromwell), Harry Ellerbe (principale)

## My Son, the Genius
- Prima televisiva: 5 novembre 1966

### Trama
- Guest star: Sterling Holloway (Corey), Woodrow Parfrey (Phil Bennett)

## The End of the Trailer
- Prima televisiva: 12 novembre 1966

### Trama
- Guest star: Bill Quinn (Dean Carter), Jean Vander Pyl (Ethel Carter)

## My Son, the Actor
- Prima televisiva: 19 novembre 1966

### Trama
- Guest star: Richard Dreyfuss

## Of Haunted Houses, Little Boys, and a Ghost Named Malcolm
- Prima televisiva: 26 novembre 1966

### Trama
- Guest star: Jimmy Bates (John), Melinda Plowman (Terry), Harry Townes (Malcolm Dorrington)

## And What Does Your Husband Do?
- Prima televisiva: 3 dicembre 1966

### Trama
- Guest star: Trudi Ames (Sara), George Fenneman (Intervistatore TV)

## Just for Laughs
- Prima televisiva: 10 dicembre 1966

### Trama
- Guest star: Candice Howard (Susan), Robert Easton (Harold Hewley), Charles Briles (Frank), Kevin O'Neal (George)

## The Guardian
- Prima televisiva: 24 dicembre 1966

### Trama
- Guest star: Charles Ruggles

## Peace, It's Wonderful
- Prima televisiva: 7 gennaio 1967

### Trama
- Guest star:

## The Silent Butler Spoke
- Prima televisiva: 14 gennaio 1967

### Trama
- Guest star: Whit Bissell (Harry)

## The Cupid Machine
- Prima televisiva: 21 gennaio 1967

### Trama
- Guest star: Donald Harron (Richard Webster)

## The Thing's the Play
- Prima televisiva: 28 gennaio 1967

### Trama
- Guest star: Joe Fiedler (Arlie)

## The Officer of the Court
- Prima televisiva: 4 febbraio 1967

### Trama
- Guest star: Reta Shaw (Mrs. Swanson), Bill Quinn (Dean Carter), Evelyn King (Penny), Bee Tompkins (Nancy)

## None So Righteous
- Prima televisiva: 11 febbraio 1967

### Trama
- Guest star: Melinda Plowman (Terry), Paul Petersen (Jerry), Bobby Hatfield (se stesso), Bill Medley (se stesso), Alex Romero (Alex)

## Remember Lake Serene?
- Prima televisiva: 18 febbraio 1967

### Trama
- Guest star: Jack Kelly (Bob), Carol Byron (Peggy), Maureen Arthur (Gloria), Stefanie Powers (April Dancer)

## Pest in the House
- Prima televisiva: 25 febbraio 1967

### Trama
- Guest star: Kathleen Freeman (Mrs. Bailey), Harry Hickox (Bailey)

## Help Wanted, Desperately
- Prima televisiva: 4 marzo 1967

### Trama
- Guest star: Ellen Corby (Martha), Mary Treen (Mabel)

## Just While You're Resting
- Prima televisiva: 11 marzo 1967

### Trama
- Guest star: Majel Barrett (Lydia), Ellen Corby (Martha)

## When I Was a Young Man
- Prima televisiva: 25 marzo 1967

### Trama
- Guest star: Naomi Stevens (Rose Melnis), Sammy Smith (Irving Melnis), Sharyn Hillyer (infermiera), Irene Martin (infermiera), Jason Wingreen (dottore)

## Professor, Please!
- Prima televisiva: 1º aprile 1967

### Trama
- Guest star: Rickie Sorensen (fattorino), Candice Howard (Doris), Lori Martin (Anna Martelli), King Donovan (Herb Thornton), Shirley Mitchell (Marge Thornton), Lord Nelson (Lad, il cane), Ralph Leabow (ragazzo dei fiori)

## A Matter of Concentration
- Prima televisiva: 8 aprile 1967

### Trama
- Guest star:

## The Day the Play Got Away
- Prima televisiva: 22 aprile 1967

### Trama
- Guest star: Bobs Watson (Howard)